# Cristina Scarlat
Cristina Scarlat é uma cantora que irá representar a Moldávia no Festival Eurovisão da Canção 2014, em Copenhaguem, Dinamarca, com sua canção "Wild Sould".